# Покателло (город)
Покате́лло (англ. Pocatello) — окружной центр и крупнейший город округа Баннок штата Айдахо, США, а также один из старейших городов штата.

## История
Район города, расположенный вдоль реки Портнёф, за сотни лет до прихода в начале XIX столетия белых первопроходцев был заселён племенами банноков и шошонов. В 1834 году к северу от нынешнего расположения Покателло американский торговец пушниной Натаниэль Виет основал факторию. Позже она была приобретена компанией Гудзонова Залива и стала важной остановкой на орегонской тропе. В 1860-х годах в Айдахо были обнаружены крупные золотые месторождения, что привело к массовому притоку первопоселенцев. В 1877 году крупный финансист и владелец компании Union Pacific Railroad Джей Гулд проложил из Юты в Айдахо через каньон реки Портнёф железнодорожную ветку. Одной из узловых станций стала «Покателло». Она получила название в честь вождя Покателло племени шошонов, позволивших проложить железную дорогу по своей резервации. Со спадом золотой лихорадки в регионе стали обосновываться преимущественно фермеры. В 1889 году поселение получило статус города. В 1962 году в состав Покателло вошёл соседний город Аламида, в результате чего Покателло стал на то время вторым по величине городом штата после Бойсе.

## Описание
Средняя высота Покателло — 1356 метров. Площадь города составляет 83,9 км².  Согласно переписи 2010 года, численность населения города составляла 54 255 человек. С 2000 года рост населения составил 5,4 %. Плотность населения составляет 647 чел./км². Средний возраст жителей — 30 лет и 2 месяца. Половой состав населения: 49,9 % — мужчины, 50,1 % — женщины. Расовый состав населения по данным на 2010 год:
- белые — 90,5 %;
- чернокожие — 1,0 %;
- индейцы — 1,7 %;
- азиаты — 1,6 %;
- океанийцы — 0,2 %;
- две и более расы — 2,8 %.

| |           |           |           |           |           |            |            |           |           |           |           |
| \| Климатограмма Покателло \| Климатограмма Покателло \| Климатограмма Покателло \| Климатограмма Покателло \| Климатограмма Покателло \| Климатограмма Покателло \| Климатограмма Покателло \| Климатограмма Покателло \| Климатограмма Покателло \| Климатограмма Покателло \| Климатограмма Покателло \| Климатограмма Покателло \| \| ----------------------------------------------------------- \| ----------------------- \| ----------------------- \| ----------------------- \| ----------------------- \| ----------------------- \| ----------------------- \| ----------------------- \| ----------------------- \| ----------------------- \| ----------------------- \| ----------------------- \| \| Я \| Ф \| М \| А \| М \| И \| И \| А \| С \| О \| Н \| Д \| \| 25.1 1 −9 \| 25.7 3 −7 \| 32.0 9 −3 \| 29.2 14 1 \| 37.1 20 4 \| 25.1 26 8 \| 16.3 31 11 \| 15.5 31 11 \| 21.3 24 6 \| 22.1 16 1 \| 28.2 7 −4 \| 31.5 1 −9 \| \| Температура в °C • Сумма осадков в мм Источник: weather.com \| \| \| \| \| \| \| \| \| \| \| \| |           |           |           |           |           |            |            |           |           |           |           |
| Климатограмма Покателло |           |           |           |           |           |            |            |           |           |           |           |
| Я | Ф         | М         | А         | М         | И         | И          | А          | С         | О         | Н         | Д         |
| 25.1 1 −9 | 25.7 3 −7 | 32.0 9 −3 | 29.2 14 1 | 37.1 20 4 | 25.1 26 8 | 16.3 31 11 | 15.5 31 11 | 21.3 24 6 | 22.1 16 1 | 28.2 7 −4 | 31.5 1 −9 |
| Температура в °C • Сумма осадков в мм Источник: weather.com |           |           |           |           |           |            |            |           |           |           |           |

## Геральдика
- Согласно опросу, проведённому Вексиллологической ассоциацией Северной Америки в 2001 году, флаг Покателло занял последнее, 150-е место, среди остальных флагов городов[7].

## Города-побратимы
- Япония: Ивамидзава
- Буркина-Фасо: Кваре-Мангель

## Известные уроженцы и жители
- Диксон, Глория